# European Golden League femminile 2025
L'European Golden League 2025, 16ª edizione dell'omonima competizione femminile di pallavolo, si è svolta dal 29 maggio al 29 giugno 2025: al torneo hanno partecipato dodici squadre nazionali europee e la vittoria finale è andata per la terza volta all'Ucraina.

## Regolamento

### Formula
La formula ha previsto:
- Fase a gironi, disputata con girone all'italiana: le prime tre classificate e la squadra del paese organizzatore (nel caso in cui sia stata tra le prime tre classificate, si è qualificata la quarta classificata) hanno acceduto alla fase finale mentre l'ultima classificata è retrocessa in European Silver League 2026.
- Fase finale, disputata con semifinali, finale terzo posto e finale.

### Criteri di classifica
Se il risultato finale è stato di 3-0 o 3-1 sono stati assegnati 3 punti alla squadra vincente e 0 a quella sconfitta, se il risultato finale è stato di 3-2 sono stati assegnati 2 punti alla squadra vincente e 1 a quella sconfitta.
L'ordine del posizionamento in classifica è stato definito in base a:
- Numero di partite vinte;
- Punti;
- Ratio dei set vinti/persi;
- Ratio dei punti realizzati/subiti;
- Risultati degli scontri diretti.

## Squadre partecipanti
| Squadra     | Qualificazione                     | Ultima partecipazione       |
| ----------- | ---------------------------------- | --------------------------- |
| Azerbaigian | 8ª in European Golden League 2024  | European Golden League 2024 |
| Croazia     | 9ª in European Golden League 2024  | European Golden League 2024 |
| Grecia      | Wild card                          | European League 2016        |
| Montenegro  | Wild card                          | European League 2017        |
| Portogallo  | 1ª in European Silver League 2024  | European Golden League 2018 |
| Romania     | 4ª in European Golden League 2024  | European Golden League 2024 |
| Slovacchia  | 7ª in European Golden League 2024  | European Golden League 2024 |
| Slovenia    | 10ª in European Golden League 2024 | European Golden League 2024 |
| Spagna      | 6ª in European Golden League 2024  | European Golden League 2024 |
| Svezia      | 1ª in European Golden League 2024  | European Golden League 2024 |
| Ucraina     | 5ª in European Golden League 2024  | European Golden League 2024 |
| Ungheria    | Wild card                          | European Golden League 2023 |

## Torneo

### Fase a gironi

#### Prima settimana

##### Girone 1
| 30 maggio 2025 Sportska dvorana Verde, Podgorica Durata: 1h:13 - Spettatori: 700   | Spagna     | 3 - 0 | Montenegro | 25-20, 25-16, 25-17        |
| 31 maggio 2025 Sportska dvorana Verde, Podgorica Durata: 1h:34 - Spettatori: 175   | Ucraina    | 3 - 1 | Spagna     | 25-16, 20-25, 25-16, 25-15 |
| 1º giugno 2025 Sportska dvorana Verde, Podgorica Durata: 1h:46 - Spettatori: 1 100 | Montenegro | 1 - 3 | Ucraina    | 20-25, 25-21, 18-25, 12-25 |

##### Girone 2
| 30 maggio 2025 Bakı İdman Sarayı, Baku Durata: 1h:31 - Spettatori: 850 | Ungheria    | 3 - 0 | Azerbaigian | 25-13, 25-22, 25-20 |
| 31 maggio 2025 Bakı İdman Sarayı, Baku Durata: 1h:17 - Spettatori: 120 | Slovenia    | 3 - 0 | Ungheria    | 25-17, 25-14, 25-17 |
| 1º giugno 2025 Bakı İdman Sarayı, Baku Durata: 1h:22 - Spettatori: 600 | Azerbaigian | 0 - 3 | Slovenia    | 16-25, 19-25, 23-25 |

##### Girone 3
| 30 maggio 2025 Nuovo palazzetto dello sport Kozani, Kozani Durata: 1h:48 - Spettatori: 500 | Croazia    | 3 - 1 | Grecia     | 23-25, 25-19, 25-23, 25-21 |
| 31 maggio 2025 Nuovo palazzetto dello sport Kozani, Kozani Durata: 1h:47 - Spettatori: 150 | Slovacchia | 3 - 1 | Croazia    | 25-22, 21-25, 25-20, 25-17 |
| 1º giugno 2025 Nuovo palazzetto dello sport Kozani, Kozani Durata: 1h:19 - Spettatori: 800 | Grecia     | 3 - 0 | Slovacchia | 25-20, 25-21, 25-19        |

##### Girone 4
| 29 maggio 2025 Idrottshuset, Örebro Durata: 2h:03 - Spettatori: 1 131 | Portogallo | 1 - 3 | Svezia     | 25-23, 20-25, 24-26, 19-25 |
| 30 maggio 2025 Idrottshuset, Örebro Durata: 1h:09 - Spettatori: 171   | Romania    | 3 - 0 | Portogallo | 25-17, 25-17, 25-10        |
| 31 maggio 2025 Idrottshuset, Örebro Durata: 1h:15 - Spettatori: 1 003 | Svezia     | 0 - 3 | Romania    | 18-25, 17-25, 18-25        |

#### Seconda settimana

##### Girone 5
| 6 giugno 2025 Pavilhão de Desportos, Vila do Conde Durata: 1h:47 - Spettatori: 1 600 | Ucraina    | 3 - 1 | Portogallo | 25-13, 25-20, 23-25, 25-18 |
| 7 giugno 2025 Pavilhão de Desportos, Vila do Conde Durata: 1h:28 - Spettatori: 100   | Slovenia   | 0 - 3 | Ucraina    | 23-25, 16-25, 22-25        |
| 8 giugno 2025 Pavilhão de Desportos, Vila do Conde Durata: 2h:10 - Spettatori: 1 600 | Portogallo | 3 - 1 | Slovenia   | 25-21, 24-26, 26-24, 25-19 |

##### Girone 6
| 6 giugno 2025 Sala polivalentă Alba Blaj, Blaj Durata: 2h:22 - Spettatori: 450 | Ungheria | 3 - 2 | Romania  | 21-25, 23-25, 25-21, 25-21, 20-18 |
| 7 giugno 2025 Sala polivalentă Alba Blaj, Blaj Durata: 2h:15 - Spettatori: 150 | Grecia   | 2 - 3 | Ungheria | 23-25, 25-10, 23-25, 25-18, 16-18 |
| 8 giugno 2025 Sala polivalentă Alba Blaj, Blaj Durata: 2h:11 - Spettatori: 600 | Romania  | 3 - 1 | Grecia   | 26-28, 25-22, 26-24, 29-27        |

##### Girone 7
| 6 giugno 2025 Pabellón Pedro Ferrándiz, Alicante Durata: 1h:43 - Spettatori: 3 489 | Croazia | 1 - 3 | Spagna  | 25-20, 19-25, 21-25, 17-25       |
| 7 giugno 2025 Pabellón Pedro Ferrándiz, Alicante Durata: 2h:05 - Spettatori: 478   | Svezia  | 3 - 2 | Croazia | 25-23, 23-25, 25-17, 17-25, 15-9 |
| 8 giugno 2025 Pabellón Pedro Ferrándiz, Alicante Durata: 1h:36 - Spettatori: 4 688 | Spagna  | 0 - 3 | Svezia  | 23-25, 21-25, 26-28              |

##### Girone 8
| 6 giugno 2025 Inter hala Pasienky, Bratislava Durata: 1h:15 - Spettatori: 1 600 | Azerbaigian | 0 - 3 | Slovacchia  | 20-25, 12-25, 20-25        |
| 7 giugno 2025 Inter hala Pasienky, Bratislava Durata: 1h:45 - Spettatori: 320   | Montenegro  | 3 - 1 | Azerbaigian | 25-18, 16-25, 25-19, 25-18 |
| 8 giugno 2025 Inter hala Pasienky, Bratislava Durata: 1h:09 - Spettatori: 2 050 | Slovacchia  | 3 - 0 | Montenegro  | 25-16, 25-7, 25-13         |

#### Terza settimana

##### Girone 9
| 13 giugno 2025 Kaposvár Aréna, Kaposvár Durata: 2h:02 - Spettatori: 854   | Montenegro | 1 - 3 | Ungheria   | 20-25, 25-23, 23-25, 20-25 |
| 14 giugno 2025 Kaposvár Aréna, Kaposvár Durata: 1h:48 - Spettatori: 208   | Portogallo | 3 - 1 | Montenegro | 23-25, 25-18, 25-21, 25-22 |
| 15 giugno 2025 Kaposvár Aréna, Kaposvár Durata: 1h:58 - Spettatori: 1 057 | Ungheria   | 3 - 1 | Portogallo | 25-20, 25-18, 23-25, 25-23 |

##### Girone 10
| 13 giugno 2025 Dvorana Krešimira Ćosića, Zara Durata: 1h:47 - Spettatori: 180 | Azerbaigian | 1 - 3 | Croazia     | 25-19, 15-25, 17-25, 20-25 |
| 14 giugno 2025 Dvorana Krešimira Ćosića, Zara Durata: 1h:02 - Spettatori: 100 | Romania     | 3 - 0 | Azerbaigian | 25-14, 25-10, 25-17        |
| 15 giugno 2025 Dvorana Krešimira Ćosića, Zara Durata: 1h:12 - Spettatori: 250 | Croazia     | 0 - 3 | Romania     | 18-25, 15-25, 19-25        |

##### Girone 11
| 13 giugno 2025 Rdeča dvorana, Velenje Durata: 2h:15 - Spettatori: 450 | Grecia   | 2 - 3 | Slovenia | 23-25, 25-20, 19-25, 25-20, 11-15 |
| 14 giugno 2025 Rdeča dvorana, Velenje Durata: 1h:49 - Spettatori: 50  | Spagna   | 1 - 3 | Grecia   | 16-25, 30-28, 19-25, 22-25        |
| 15 giugno 2025 Rdeča dvorana, Velenje Durata: 1h:49 - Spettatori: 600 | Slovenia | 3 - 1 | Spagna   | 19-25, 25-22, 25-18, 25-22        |

##### Girone 12
| 13 giugno 2025 Radomskie Centrum Sportu, Radom Durata: 1h:19 - Spettatori: 50 | Svezia     | 3 - 0 | Ucraina    | 25-20, 26-24, 25-19 |
| 14 giugno 2025 Radomskie Centrum Sportu, Radom Durata: 1h:14 - Spettatori: 75 | Slovacchia | 0 - 3 | Svezia     | 21-25, 13-25, 14-25 |
| 15 giugno 2025 Radomskie Centrum Sportu, Radom Durata: 1h:12 - Spettatori: 85 | Ucraina    | 3 - 0 | Slovacchia | 25-12, 25-21, 25-16 |

#### Classifica
| Pos. | Squadra     | Pt | G | V | P | SV | SP | Ratio | PF  | PS  | Ratio |
| ---- | ----------- | -- | - | - | - | -- | -- | ----- | --- | --- | ----- |
| 1.   | Romania     | 16 | 6 | 5 | 1 | 17 | 4  | 4,250 | 516 | 405 | 1,274 |
| 2.   | Ucraina     | 15 | 6 | 5 | 1 | 15 | 6  | 2,500 | 502 | 409 | 1,227 |
| 3.   | Svezia      | 14 | 6 | 5 | 1 | 15 | 6  | 2,500 | 486 | 444 | 1,094 |
| 4.   | Ungheria    | 13 | 6 | 5 | 1 | 15 | 9  | 1,666 | 529 | 526 | 1,005 |
| 5.   | Slovenia    | 11 | 6 | 4 | 2 | 13 | 9  | 1,444 | 500 | 471 | 1,061 |
| 6.   | Slovacchia  | 9  | 6 | 3 | 3 | 9  | 10 | 0,900 | 404 | 397 | 1,017 |
| 7.   | Grecia      | 8  | 6 | 2 | 4 | 12 | 13 | 0,923 | 582 | 552 | 1,054 |
| 8.   | Croazia     | 7  | 6 | 2 | 4 | 10 | 14 | 0,714 | 509 | 536 | 0,949 |
| 9.   | Spagna      | 6  | 6 | 2 | 4 | 9  | 13 | 0,692 | 486 | 505 | 0,962 |
| 10.  | Portogallo  | 6  | 6 | 2 | 4 | 9  | 14 | 0,642 | 492 | 546 | 0,901 |
| 11.  | Montenegro  | 3  | 6 | 1 | 5 | 6  | 16 | 0,375 | 429 | 522 | 0,821 |
| 12.  | Azerbaigian | 0  | 6 | 0 | 6 | 2  | 18 | 0,111 | 363 | 485 | 0,748 |

      Qualificata alla fase finale.
      Retrocessa in European Silver League.

### Fase finale
|  | Semifinali | Semifinali | Semifinali |         |   | Finale          | Finale          | Finale          |  |
|  |            |            |            |         |   |                 |                 |                 |  |
|  | 1          | Romania    | 2          |         |   |                 |                 |                 |  |
|  | 1          | Romania    | 2          |         |   |                 |                 |                 |  |
|  | 4          | Ungheria   | 3          |         |   |                 |                 |                 |  |
|  | 4          | Ungheria   | 3          |         | 4 | Ungheria        | 1               |                 |  |
|  |            |            |            |         | 4 | Ungheria        | 1               |                 |  |
|  |            |            | 2          | Ucraina | 3 |                 |                 |                 |  |
|  | 2          | Ucraina    | 2          | Ucraina | 3 | 3               |                 |                 |  |
|  | 2          | Ucraina    |            |         |   | 3               |                 |                 |  |
|  | 3          | Svezia     | 0          |         |   | Finale 3º posto | Finale 3º posto | Finale 3º posto |  |
|  | 3          | Svezia     | 0          |         |   |                 |                 |                 |  |
|  |            |            |            |         |   |                 |                 |                 |  |
|  |            |            |            |         |   | 1               | Romania         | 3               |  |
|  |            |            |            |         |   | 1               | Romania         | 3               |  |
|  |            |            |            |         |   | 3               | Svezia          | 2               |  |

#### Semifinali
| 28 giugno 2025 Catena Arena, Ängelholm Durata: 1h:20 - Spettatori: 3 820 | Ucraina | 3 - 0 | Svezia   | 25-19, 25-20, 25-18              |
| 28 giugno 2025 Catena Arena, Ängelholm Durata: 1h:51 - Spettatori: 2 033 | Romania | 2 - 3 | Ungheria | 25-10, 22-25, 12-25, 25-16, 9-15 |

#### Finale 3º posto
| 29 giugno 2025 Catena Arena, Ängelholm Durata: 1h:58 - Spettatori: 1 600 | Romania | 3 - 2 | Svezia | 17-25, 25-20, 21-25, 26-24, 15-13 |

#### Finale
| 29 giugno 2025 Catena Arena, Ängelholm Durata: 2h:15 - Spettatori: 4 250 | Ungheria | 1 - 3 | Ucraina | 16-25, 25-23, 16-25, 17-25 |

## Classifica finale
| Pos     | Squadra     | Rosa                                                                 |
| ------- | ----------- | -------------------------------------------------------------------- |
| Oro     | Ucraina     | Template:Ucraina femminile pallavolo European Golden League 2025     |
| Argento | Ungheria    | Template:Ungheria femminile pallavolo European Golden League 2025    |
| Bronzo  | Romania     | Template:Romania femminile pallavolo European Golden League 2025     |
| 4       | Svezia      | Template:Svezia femminile pallavolo European Golden League 2025      |
| 5       | Slovenia    | Template:Slovenia femminile pallavolo European Golden League 2025    |
| 6       | Slovacchia  | Template:Slovacchia femminile pallavolo European Golden League 2025  |
| 7       | Grecia      | Template:Grecia femminile pallavolo European Golden League 2025      |
| 8       | Croazia     | Template:Croazia femminile pallavolo European Golden League 2025     |
| 9       | Spagna      | Template:Spagna femminile pallavolo European Golden League 2025      |
| 10      | Portogallo  | Template:Portogallo femminile pallavolo European Golden League 2025  |
| 11      | Montenegro  | Template:Montenegro femminile pallavolo European Golden League 2025  |
| 12      | Azerbaigian | Template:Azerbaigian femminile pallavolo European Golden League 2025 |

|  | Retrocessa in European Silver League 2026. |

## Statistiche
| Rendimento individuale | Rendimento individuale  | Rendimento individuale | Rendimento individuale |
| Pos.                   | Nome                    | Punti                  | Squadra                |
| ---------------------- | ----------------------- | ---------------------- | ---------------------- |
| 1                      | Isabelle Haak           | 226                    | Svezia                 |
| 2                      | Anett Németh            | 216                    | Ungheria               |
| 3                      | Adelina Budăi-Ungureanu | 153                    | Romania                |
| 4                      | Anna Artyšuk            | 145                    | Ucraina                |
| 5                      | Rodica Buterez          | 134                    | Romania                |

| Attacchi vincenti | Attacchi vincenti       | Attacchi vincenti | Attacchi vincenti |
| Pos.              | Nome                    | Punti             | Squadra           |
| ----------------- | ----------------------- | ----------------- | ----------------- |
| 1                 | Isabelle Haak           | 200               | Svezia            |
| 1                 | Anett Németh            | 200               | Ungheria          |
| 3                 | Adelina Budăi-Ungureanu | 128               | Romania           |
| 4                 | Anna Artyšuk            | 122               | Ucraina           |
| 5                 | Rodica Buterez          | 116               | Romania           |

| Muri vincenti | Muri vincenti  | Muri vincenti | Muri vincenti |
| Pos.          | Nome           | Punti         | Squadra       |
| ------------- | -------------- | ------------- | ------------- |
| 1             | Ulyana Kotar   | 21            | Ucraina       |
| 2             | Diana Karpec'  | 18            | Ucraina       |
| 3             | Božana Butigan | 17            | Croazia       |
| 3             | Julia Nilsson  | 17            | Svezia        |
| 3             | Isabelle Haak  | 17            | Svezia        |

| Battute vincenti | Battute vincenti        | Battute vincenti | Battute vincenti |
| Pos.             | Nome                    | Punti            | Squadra          |
| ---------------- | ----------------------- | ---------------- | ---------------- |
| 1                | Anna Artyšuk            | 17               | Ucraina          |
| 1                | Adelina Budăi-Ungureanu | 17               | Romania          |
| 3                | Božana Butigan          | 15               | Croazia          |
| 4                | Lucía Varela            | 12               | Spagna           |
| 5                | Alíz Kump               | 11               | Ungheria         |
| 5                | Oleksandra Milenko      | 11               | Ucraina          |